# Torneo WTA de Tokio 2023
El Toray Pan Pacific Open 2023 fue un torneo de tenis jugado en canchas duras indoor. Fue la 38.ª edición del Toray Pan Pacific Open, y formó parte de los torneos wta 500 de la WTA Tour 2023. Se llevó a cabo en Tokio (Japón) del 25 de septiembre al 1 de octubre de 2023.

## Distribución de puntos
| Modalidad           | Campeona | Finalista | Semifinales | Cuartos de final | 2ª ronda | 1ª ronda | Clasificadas | 3ª ronda de clasificación | 2ª ronda de clasificación | 1ª ronda de clasificación |
| Individual femenino | 470      | 305       | 185         | 100              | 55       | 1        | 25           | 18                        | 13                        | 1                         |
| Dobles femenino     | 470      | 305       | 185         | 100              | -        | 1        | -            | -                         | -                         | -                         |

## Cabezas de serie

### Individual femenino
| Tenista              | Ranking | Preclasificada |
| Iga Świątek          | 2       | 1              |
| Jessica Pegula       | 4       | 2              |
| Elena Rybakina       | 5       | 3              |
| Maria Sakkari        | 9       | 4              |
| Caroline Garcia      | 11      | 5              |
| Daria Kasatkina      | 13      | 6              |
| Liudmila Samsonova   | 17      | 7              |
| Veronika Kudermetova | 19      | 8              |

- Ranking del 18 de septiembre de 2023.[2]

### Dobles femenino
| Tenista                           | Ranking | Preclasificada |
| Gabriela Dabrowski Erin Routliffe | 29      | 1              |
| Shuko Aoyama Ena Shibahara        | 30      | 2              |
| Giuliana Olmos Luisa Stefani      | 34      | 3              |
| Nicole Melichar Ellen Perez       | 41      | 4              |

## Campeonas

### Individual femenino
Veronika Kudermetova venció a  Jessica Pegula por 7-5, 6-1

### Dobles femenino
Ulrikke Eikeri /  Ingrid Neel vencieron a  Eri Hozumi /  Makoto Ninomiya por 3-6, 7-5, [10-5]